# 塩ノ谷早耶香
塩ノ谷 早耶香（しおのや さやか、1994年3月12日 - ）は、日本の女性歌手。別名、sayan。
福岡県北九州市出身。夫はパルクールのZEN。

## 略歴
2011年、LDH主催のオーディション『EXILE Presents VOCAL BATTLE AUDITION 3 〜For Girls〜』に参加。約3万人の中からFlowerボーカル部門のファイナリストとなるも落選。その後、EXPG福岡校に通い始める。
2012年、キングレコードと講談社によるオーディション『KING RECORDS Presents Dream Vocal Audition』に参加。約1万組の応募の中からファイナリスト15組に勝ち残る。同年5月26日、赤坂BLITZで行われた最終審査にて、3つのグランプリの内の1つである「Dream Vocalist Loved by ViVi」を受賞し、デビューが決定。同年に上京した。
2013年1月23日、シングル「Dear Heaven」でメジャーデビュー。
2017年5月18日、芸能界引退を発表。同月25日生放送のレギュラーラジオ番組への出演が最後の活動となった。

### 結婚・出産
2017年9月に第1子女児、2020年に第2子男児を出産した。
2022年12月31日、ZENが夫であることをインスタグラムで公表した。
2023年11月に第3子を出産した。

### 活動再開
2018年12月26日、sayan名義で活動を再開した。

## 作品
順位はオリコン週間ランキングの最高位

### 塩ノ谷早耶香 名義（メジャー時代）

#### シングル
|     | 発売日        | タイトル                | 順位 |
| --- | ------------- | ----------------------- | ---- |
| 1st | 2013年1月23日 | Dear Heaven             | 32位 |
| 2nd | 2013年5月15日 | 片恋/Smile again        | 20位 |
| 3rd | 2013年8月21日 | Ocean Blue              | 29位 |
| 4th | 2013年11月6日 | Snow Flakes Love/一輪花 | 16位 |
| 5th | 2014年6月4日  | Like a flower           | 15位 |
| 6th | 2016年6月22日 | SMILEY DAYS             | 21位 |
| 7th | 2016年12月7日 | 魔法                    | 34位 |

#### アルバム
|     | 発売日         | タイトル | 順位 |
| --- | -------------- | -------- | ---- |
| 1st | 2014年12月10日 | Luna     | 20位 |
| 2nd | 2017年1月25日  | Mist-ic  | 40位 |

#### ミニアルバム
|     | 発売日         | タイトル | 順位 |
| --- | -------------- | -------- | ---- |
| 1st | 2015年10月28日 | S with   | 20位 |

### sayan 名義（活動再開後）

#### 配信シングル
| 発売日         | タイトル       |
| -------------- | -------------- |
| 2020年2月19日  | 木葉           |
| 2020年3月18日  | キミモノガタリ |
| 2021年10月11日 | 千年の流れ星   |

## タイアップ
| 曲名                 | タイアップ                                                     |
| -------------------- | -------------------------------------------------------------- |
| Dear Heaven          | 映画『渾身 KON-SHIN』サポーターズソング                        |
| Dear Heaven          | 日本テレビ系『ハッピーMusic』POWER PLAY                        |
| ONE                  | オートバックス（関西エリア）「カーナビスーパーフェア」CMソング |
| 片恋                 | 日本テレビ系『ミュージックドラゴン』POWER PLAY                 |
| 片恋                 | MBSテレビ『mm-TV』2013年5月度エンディング曲                    |
| Smile again          | 宝島社『sweet』2013年5月号 CMソング                            |
| Ocean Blue           | 日本テレビ系『フットンダ』2013年8月度エンディングテーマ        |
| Snow Flakes Love     | 「冬スポ!! WINTER SPORTS FESTA SEASON13」テーマソング          |
| Snow Flakes Love     | 北海道文化放送『U型テレビ』2013年10月度エンディングテーマ      |
| 一輪花               | 東海テレビ制作フジテレビ系ドラマ『天国の恋』主題歌             |
| GET SET, GO          | 「福岡国際マラソン」テーマソング                               |
| Like a flower        | 映画『超高速!参勤交代』 主題歌                                 |
| それでも世界は美しい | WOWOW 連続ドラマW『平成猿蟹合戦図』主題歌                      |
| 雪空                 | 「冬スポ!! WINTER SPORTS FESTA14」公式テーマソング             |
| Destiny feat. MLC    | 「2015/16Vリーグ」公式テーマソング                             |
| BELIEVING            | 映画『イタズラなKiss THE MOVIE 2 〜キャンパス編〜』主題歌      |

## 出演

### ラジオ
- 塩ノ谷早耶香の“聴いてくださりありがとうございますRADIO”（2013年1月 - 2015年3月、FM福岡）
- FM OSAKA E∞tracks Selection「塩ノ谷早耶香のソルティーcafe」（2013年7月 - 12月、FM OSAKA）- 隔週月曜担当
- YAMAMAN presents MUSIC SALAD FROM U-kari STUDIO（2016年9月 - 2017年5月、bayfm） - 木曜担当[5]

### 広告
- 北九州市特命大使（2014年）[12]
- 西鉄エコルカード イメージキャラクター（2014年2月 - 2015年3月）[13]
- 北九州市長選挙 啓発イメージキャラクター（2015年1月）[14][15]
- 日本バレーボールリーグ機構 2015/16Vリーグ イメージアーティスト（2015年 - 2016年）[16]

## ライブ

### メジャー時代
- 塩ノ谷 早耶香 LIVE 2016 ～always with you～（2016年）[17]
  - 7月31日：WWW
  - 8月5日：DRUM Be-1
- LDH SHOWCASE LIVE "MUSIC BOX" Vol.1（2016年） - 合同ライブ
  - 10月25日：アクトスクエア

### sayan時代
- sayan 1st live「キミ物語」（2019年）
  - 3月31日：Shibuya eggman[18]
  - 5月11日：北九州 BRICK HALL[19]